# Lithops karasmontana
Lithops karasmontana (Dinter & Schwantes) N.E.Br. è una pianta succulenta appartenente alla famiglia delle Aizoacee, endemica della Namibia.

## Etimologia
La specie deve il suo nome ai Monti del Gran Karas, situati in Namibia, che costituiscono parte del suo areale.

## Descrizione
L. karasmontana è una piccola pianta succulenta in grado di crescere fino a 4 centimetri in altezza. Le sue foglie, simili a ciottoli grigi, screziati di marrone nella parte superiore, crescono in coppie. In autunno produce piccoli fiori bianchi, dal diametro di 3-4 centimetri.
Si protegge dagli erbivori affamati mimetizzandosi con le formazioni rocciose circostanti, tra cui quelle di quarzite, riuscendo talmente bene nell'intento da risultare pressoché indistinguibile dall'ambiente, eccetto che durante la fioritura.

## Coltivazione
Nelle regioni temperate deve essere tenuta al caldo sotto vetro, in condizioni simili a quelle dei cactus. Come tutte le Lithops necessita di un terreno ben drenato. Cresce in cicli annuali, sostituendo le foglie ogni anno con la fioritura, dopo la quale non andrebbe annaffiata fino al pieno sviluppo delle nuove foglie.